# Saiko Takahašiová
Saiko Takahašiová (japonsky 高橋 彩子, * 11. dubna 1976 Ósaka) je bývalá japonská fotbalistka.

## Reprezentační kariéra
Za japonskou reprezentaci v roce 2005 odehrála 2 reprezentační utkání.

## Statistiky
| Japonsko | Japonsko | Japonsko |
| Roky     | Záp.     | Góly     |
| -------- | -------- | -------- |
| 2005     | 2        | 0        |
| Celkem   | 2        | 0        |